# Császártöltés
Császártöltés es un pueblo ubicado en el distrito de Kiskőrös, en el condado de Bács-Kiskun, Hungría.

## Superficie
Posee una superficie de 82,06 kilómetros cuadrados.

## Demografía
Hasta 2019 la población era de 2172 habitantes, con una densidad de población de 26,47 habitantes por kilómetro cuadrado.